# Watkins (Minnesota)
Watkins – miasto w Stanach Zjednoczonych, w stanie Minnesota, w hrabstwie Meeker.